# Coup d'État du 17 juin 1980 au Bangladesh
Le coup d'État du 17 juin 1980 au Bangladesh était un coup d'État manqué au Bangladesh contre le président Ziaur Rahman.

## Contexte
La situation politique au Bangladesh, au début des années 1980 est faite de tensions sociales et d'insécurité. Avec la montée du plus grand bloc d'opposition au parlement et l'installation d'un gouvernement civil, celui de Ziaur Rahman, en place depuis trois ans, prétend avoir « remis de l'ordre dans le chaos ». Le président a pris quelques mesures populaires et a gagné le soutien de la classe populaire. Cependant, les inondations, l'inflation et l'insatisfaction de la classe moyenne mettent le gouvernement Rahman sous pression.

## Coup d'État
Le coup d'État a été mené par l'aile gauche du Jatiya Samajtantrik Dal et le Purba Banglar Sarbahara qui ont provoqué un soulèvement au cantonnement de Dacca le 17 juin 1980. L'objectif était de prendre le pouvoir alors que le président Ziaur Rahman se trouvait en voyage officiel à l'étranger, à Londres. Le coup d'État a été écrasé par le gouvernement du Bangladesh. Il a entraîné la mort de quelques centaines d'officiers de l'armée et d'hommes enrôlés.
Sultan Shahriar Rashid Khan et Shariful Haque Dalim ont participé au coup d'État et ont fui leurs postes diplomatiques. Khan revient après avoir conclu un "accord avec le président Ziaur Rahman. Dalim est revenu à son poste après l'arrivée au pouvoir du président Hossain Mohammad Ershad,.
Le lieutenant-colonel Md Abdul Aziz Pasha a été nommé premier secrétaire de la mission du Bangladesh à Rome, en Italie. Aziz Pasha a été arrêté à Dacca pour son implication dans le coup d'État du 17 juin 1980, mais il est lui aussi parvenu à un accord avec le gouvernement de l'époque après avoir accepté de témoigner sur le coup d'État, et a de nouveau obtenu un poste diplomatique en tant que conseiller à Rome. Il a également servi à Nairobi, au Kenya,.